# Роберто Кампос Нето
Роберто ди Оливейра Кампос Нето е бразилски икономист, бивш изпълнителен директор на банка Сантандер Бразилия и президент на Централната банка на Бразилия от 28 февруари 2019 г.
Роберто Кампос Нето е роден през 1969 г. Внук е на Роберто Кампос – бразилски икономист, министър на планирането по времето на президента Кастело Бранко и един от инициаторите на създаването на Бразилската банка за икономическо развитие.
Кампос Нето завършва икономика и специализира финанси в Калифорнийския университет в Лос Аанджелис. Придобива магистърска степен по икономика в същия университет и магистърска степен по приложна математика в Калифорнийския технологичен институт. Между 1996 и 1999 г. работи в Банка Бозано Симонсен, а между 2003 – 2006 г. оглавява отдела за международни инструменти с фиксиран доход на Сантандер Бразилия. През 2006 г. става търговски директор на Сантандера, а през 2010 г. оглавява трезора на банката и отговаря за регионалните и международни ѝ пазари. Същевременно Кампос Нето е близък приятел и на бъдещия икономически министър Паоло Гедес. На 15 ноември 2018 г. екипът на новоизбрания бразилския президент Жаир Болсонаро оповестява, че Кампос Нето ще е номинацията на новия президент за следващ управител на Централната банка на Бразилия, който да замени на поста дотогавашния управител Илан Голдфайн, който отказва предложението да остане на поста.
На 26 февруари 2019 г. номинацията на Кампос Нето е одобрена от Комитета по икономически въпроси и Федералния сенат на страната.